# Орки (Казерта)
Орки је насеље у Италији у округу Казерта, региону Кампанија.
Према процени из 2011. у насељу је живело 113 становника. Насеље се налази на надморској висини од 602 м.